# XI саммит БРИКС
XI саммит БРИКС — встреча глав государств объединения БРИКС, которая проходила в бразильской столице, во дворце «Итамарати» 13—14 ноября 2019 года.

## Повестка
Лидеры стран БРИКС выразили намерение углублять сотрудничество для обеспечения процветания и благополучия своих народов, а также укрепления дружеских связей между странами.
Президент России Владимир Путин отметил рост товарооборота между Россией и странами объединения: в 2018 году его совокупный объём составил 125 миллиардов долларов США. При этом на долю российско-китайской торговли приходится 108 миллиардов долларов США, ещё 11 миллиардов долларов США — на торговлю с Индией.
Председательство России в БРИКС совпало с председательством ЮАР в Африканском союзе в 2020 году и вступлением в силу Договора о создании Африканской континентальной зоны свободной торговли 1 мая 2020 года. Это открывает новые возможности для укрепления сотрудничества между Россией и Африкой, в том числе в формате БРИКС—Африка.
По итогам саммита лидеры государств — участников БРИКС подписали декларацию Бразилиа, в которой подведены итоги бразильского председательства и обозначены дальнейшие направления сотрудничества. Также была представлена повестка дня на период председательства России в БРИКС в 2020 году.

## Участники

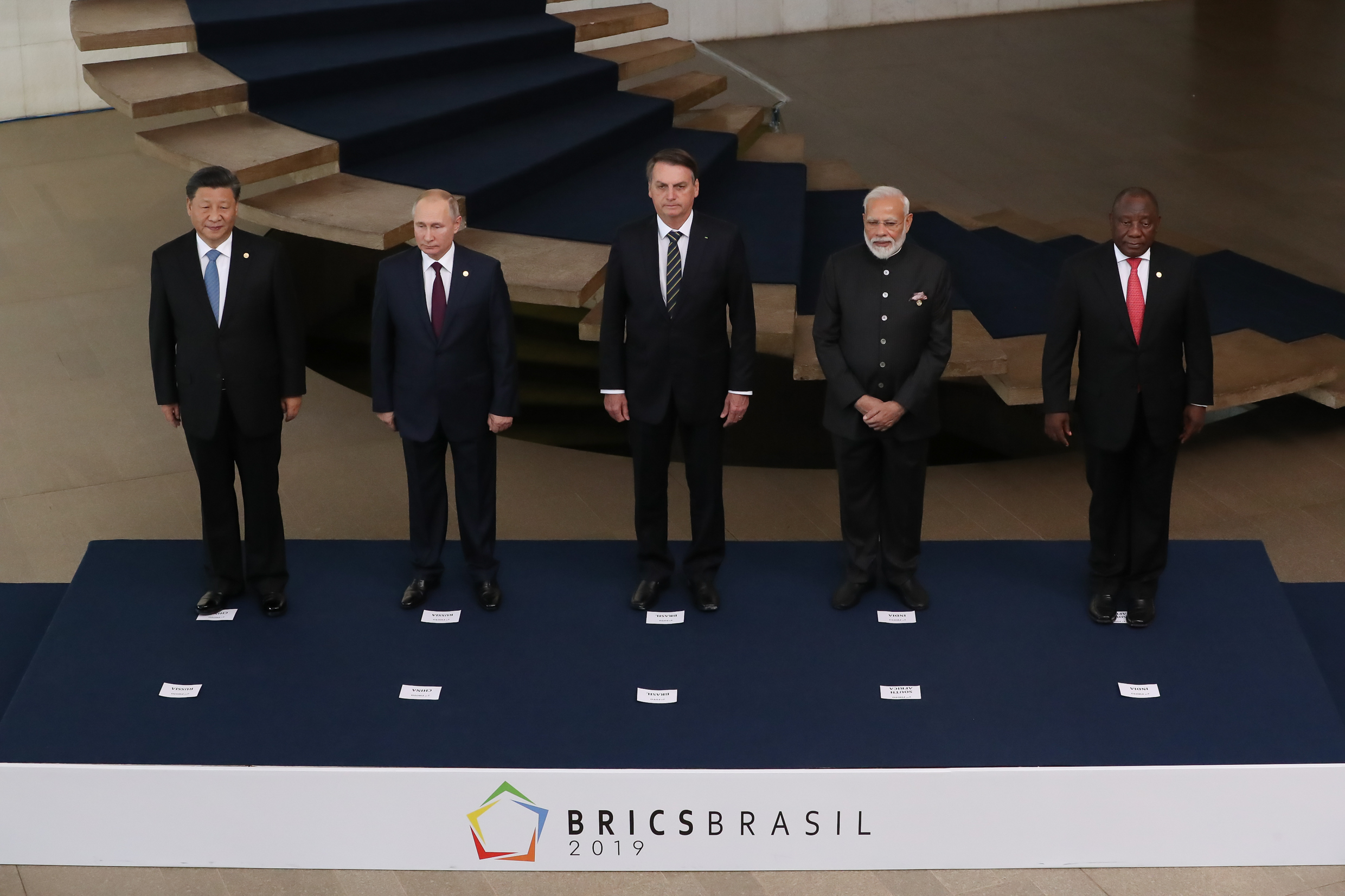
Лидеры стран БРИКС на саммите в 2019 году

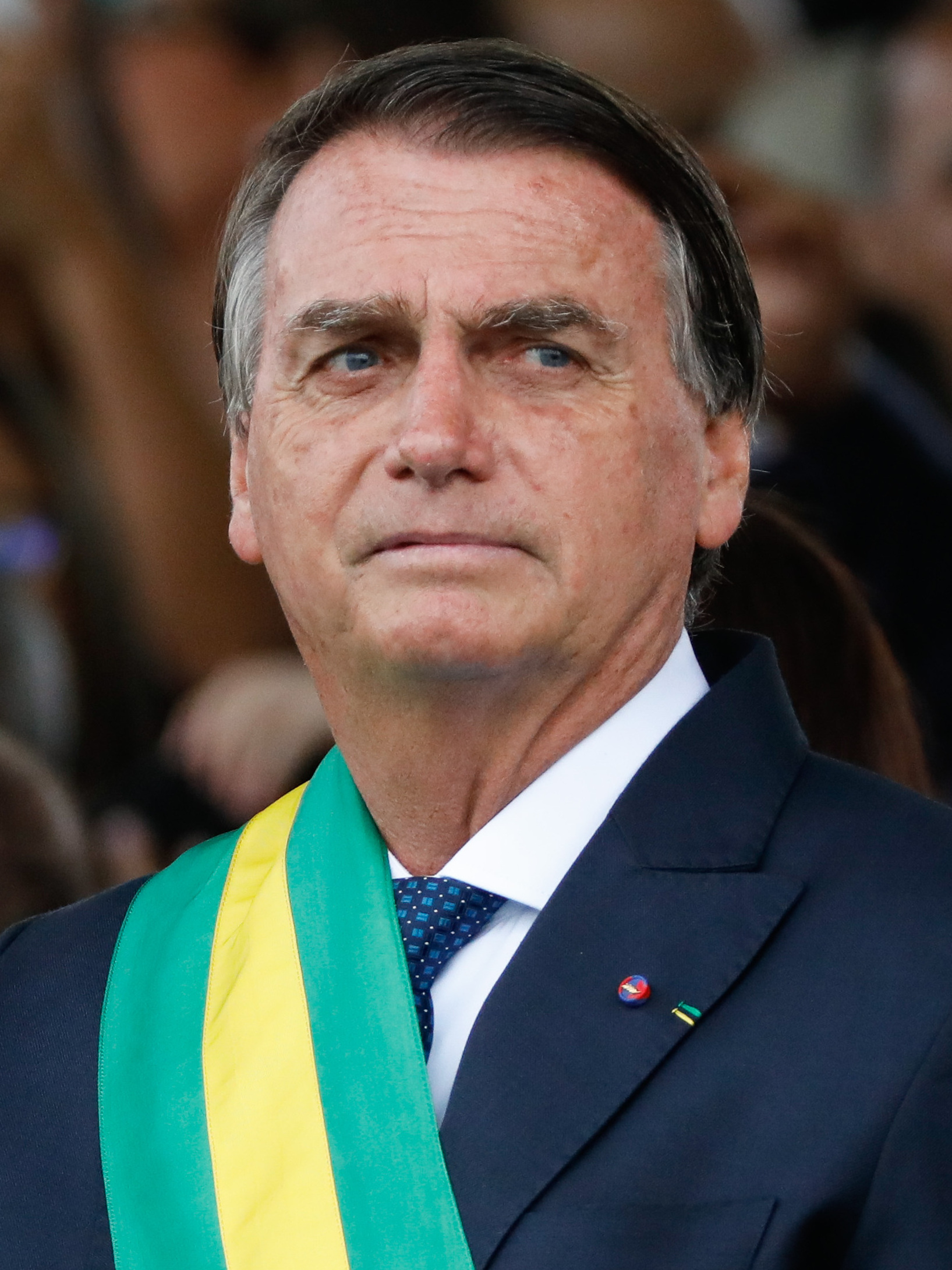
Жаир Болсонару, Президент
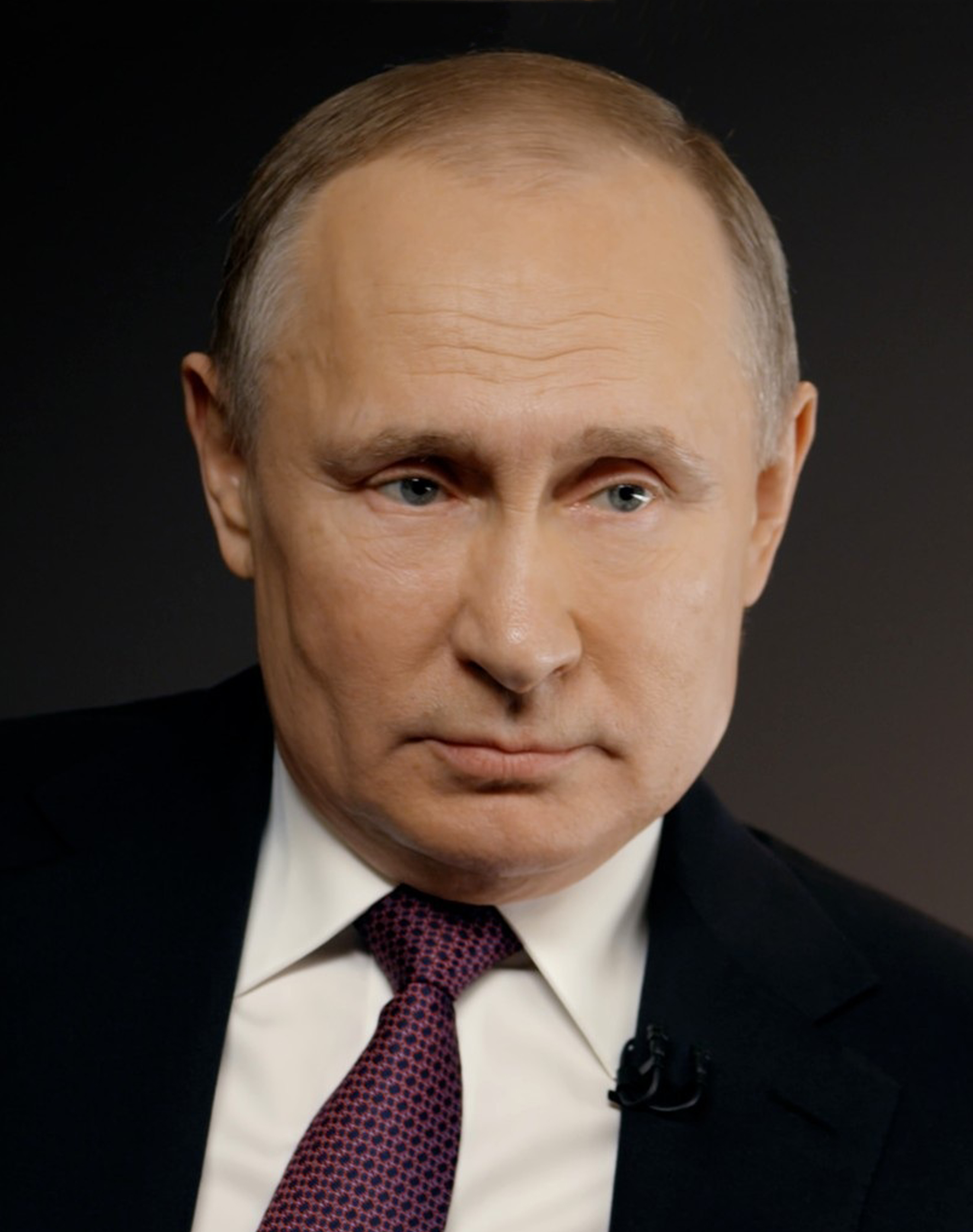
Владимир Путин, Президент
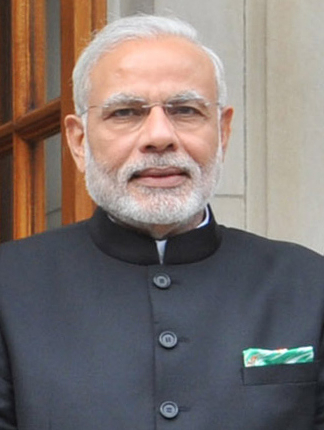
Нарендра Моди, Премьер-министр
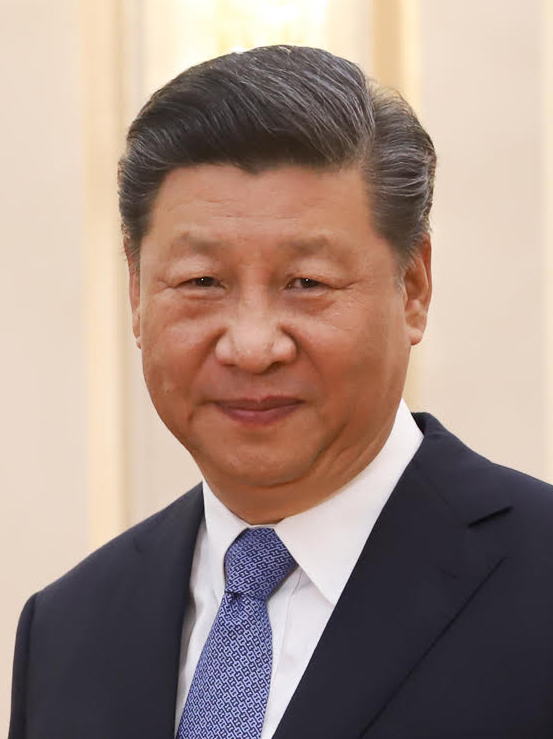
Си Цзиньпин, Председатель КНР
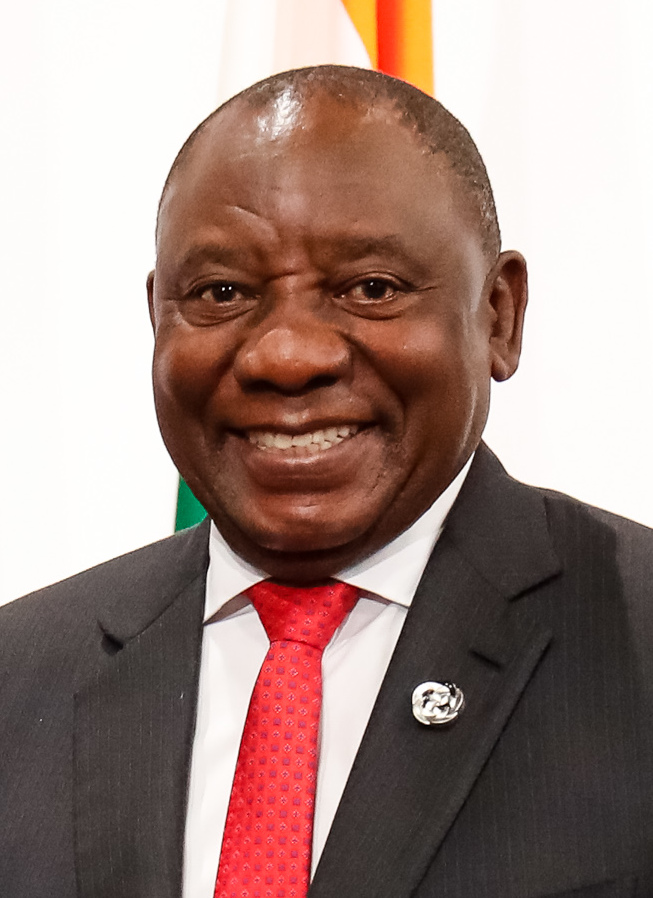
Сирил Рамафоза, Президент